# Święty Mateusz i anioł (obraz Caravaggia)
Święty Mateusz i anioł – pierwszy ołtarzowy obraz olejny włoskiego artysty barokowego, Caravaggia.
Jedno z trzech dzieł artysty z serii obrazów przedstawiających sceny z życia apostoła Mateusza, namalowanych w latach 1597–1601 dla ozdobienia kaplicy Contarellich rzymskiego kościoła San Luigi dei Francesi. Dwoma pozostałymi płótnami były Powołanie świętego Mateusza i Męczeństwo św. Mateusza.

## Historia cyklu o św. Mateuszu
Obraz, który do dziś wisi w kaplicy Contarellich jest drugą wersją tego samego wątku. Cały cykl o św. Mateuszu został zamówiony przez kardynała Contarelliego. Zakupił on kaplicę w kościele i zapragnął ozdobić ją obrazami poświęconymi swojemu patronowi. Zamysł nie został zrealizowany do końca z powodu jego śmierci i późniejszych procesów spadkowych. Kaplica była przyozdabiana przez kilku artystów m.in. Girolama Muziana czy Cavaliere d’Arpino, który wykonał fresk na sklepieniu pt. Wskrzeszenie córki króla. 25 czerwca 1599 roku zlecenie na udekorowanie kaplicy otrzymał Caravaggio. Jako pierwsze powstały dwa ogromne dzieła: Powołanie świętego Mateusza i Męczeństwo św. Mateusza. Ostatnim miał być Święty Mateusz i anioł. Obrazy w kaplicy zostały ponownie „odkryte” przez wybitnego historyka sztuki Roberta Longhiego na wystawie we Florencji w 1922 roku. W 1939 roku płótna zostały poddane pracom konserwatorskim.

## Pierwsza wersja obrazu
Obraz miał zawisnąć na ołtarzu kaplicy. Malarz dotrzymał terminu realizacji, lecz zleceniodawca nie przyjął płótna ze względu na zarzucaną mu niestosowność i wulgarność. Anioł wydaje się być zbyt poufały. Caravaggio przedstawił świętego Mateusza siedzącego na krześle, z trudem usiłującego pisać Ewangelię zwaną później Ewangelią Mateusza. Stojący obok anioł prowadzi rękę świętego i pomaga mu w pisaniu. Postać świętego jest potężna i muskularna, posturą przypomina prostego chłopa, z głową Sokratesa, z brodą i bosymi brudnymi stopami. Ma na sobie ubogie odzienie, przedramiona i łydki są nagie. Jedna z nóg Mateusza założona na drugą, zdaje się opuszczać płaszczyznę obrazu i wystawać na zewnątrz. Stojący obok anioł jest młodym, zniewieściałym chłopcem o drobnej posturze. Jego wygięte ciało przykrywa lekka półprzezroczysta tkanina, głowę ma odchyloną do tyłu.
Caravaggio by ukazać ruch stwarza rozliczne związki kompozycyjne za pomocą przecinających się linii i zamyka scenę w kształcie czytelnego owalu, przerwanym jedynie wspaniałym udrapowaniem materii i lewym skrzydłem anioła. Kompozycja oświetlona jest silnym światłem pochodzącym z niewidocznego źródła umieszczonego z lewej strony. Tło jest ciemne, na fotografii niemal czarne. Posługujący się techniką światłocieniową malarz wydobył i wyolbrzymił toporną postać świętego, która kontrastuje z drobnym aniołem. Bliskość postaci nie spodobała się głównie kardynałowi del Monte i Crescenziemu, wykonawcy testamentu fundatora kaplicy Contarellego, co spowodowało usunięcie obrazu z ołtarza. Caravaggio postanowił stworzyć drugie dzieło, tym razem zgodnie z upodobaniami mecenasów. Odrzucone płótno zakupił markiz Marchese Vincenzo Giustiniani. Prawdopodobnie zmieniono w tym czasie rozmiary płótna. W 1851 roku jego potomkowie sprzedali go do Kaiser-Friedrich Museum w Berlinie (Muzeum Cesarza Fryderyka, obecnie Muzeum Bodego). Zostało zniszczone w 1945 roku podczas II wojny światowej i znane jest jedynie z czarno-białej fotografii.

## Druga wersja obrazu
W tym samym roku Caravaggio wykonał inną interpretację sceny, bardziej manierystyczną. Malarz zachował tym razem stosowną odległość, Mateusz ma postać myśliciela w czerwonej szacie i aureolę. Anioł ukazujący mu się nie prowadzi już jego ręki, lecz porozumiewa się z nim za pomocą symboli. Obraz został przyjęty, mimo iż krytykowano mistrza za nieumiejętność malowania aniołów w locie i przedstawienia go jako akrobatę.